# Vladimir Tribuc
Vladimir Filipovič Tribuc (rusko Влади́мир Фили́ппович Три́буц), sovjetski mornariški častnik. * 28. julij 1900, Sankt Peterburg, † 30. avgust 1977, Moskva. 
Bil je admiral Sovjetske vojne mornarice in poveljnik Baltske flote med drugo svetovno vojno v času obleganja Leningradaa.

## Življenjepis
Tribuc je bil rojen leta 1900 v Sankt Peterburgu. Leta 1918 se je pridružil vojni mornarici in se med rusko državljansko vojno udeležil bojev na Volgi in Kaspijskem jezeru. Leta 1926 je diplomiral na Višji mornariški šoli M. V. Frunzeja, na Mornariški akademiji pa leta 1932. Zatem je služil na bojnih ladjah Baltske flote Parižskaja komuna in Marat ter je poveljeval rušilcu Jakov Sverdlov. Med letoma 1938 in 1939 je bil poveljnik štaba, med letoma 1939 in 1947 pa poveljnik Baltske flote.
Pred vojno je Tribuc opazil naraščajočo sovražnost Nemcev in je leta 1940 prestavil poveljstvo Baltske flote iz zgodovinskega središča v trdnjavi Kronštat v Talin. Na predvečer nemške invazije je 21. junija 1941 Baltska flota prešla v stanje najvišje pripravljenosti. Bil je vodilni mornariški poveljnik med obleganjem Leningrada in je septembra skupaj z Vorošilovom in Ždanovim začel načrtovati obrambne operacije v mestu. Tribuc je vodil evakuacijo Talina, obrambo pristanišč Kronstadt in Oranienbaum ter protinapade letal Baltske flote na nemške položaje, s čimer je preprečil dodatno uničenje Leningrada zaradi letalskega bombardiranja.
Pokopan je na moskovskem pokopališču Novodeviči.
Po njem je bil poimenovan rušilec Admiral Tribuc razreda Fregat.